# Collin Klein
(en) Statistiques sur pro-football-reference
Collin Klein est un joueur américain de football américain de niveau universitaire évoluant au poste de quarterback. Il a joué pour les Wildcats de Kansas State, équipe de l'Université d'État du Kansas évoluant en 1re division universitaire dans le Championnat NCAA au sein de la Big 12 Conference. En 2012, il a été nommé pour le Trophée Heisman récompensant le meilleur joueur universitaire pour la saison 2012 au cours de laquelle il a conduit son équipe au titre de champion de la Big 12 Conference et au bord de la finale universitaire avec 11 victoires pour une seule défaite en saison régulière; terminant à la 5e place du classement national. Il a notamment remporté le Johnny Unitas Golden Arm Award récompensant le meilleur quarteback universitaire senior (4e année).

## Biographie
Il a joué au poste de quarterback au lycée de sa ville natale de Loveland dans le Colorado, y battant les records de passes complétées et de yards gagnés. Son jeune frère, Kyle, joue également pour les Wildcats de Kansas State au poste de wide receiver.

## Carrière universitaire
Intégré dans l'équipe en 2008, il ne commence vraiment à jouer que lors de la saison 2009 soit en tant que wide receiver soit dans les équipes spéciales. Ce n'est que lors de la saison 2010 qu'il devient le quarterback de l'équipe, faisant ses débuts contre les Longhorns du Texas. Il devient le quarterback titulaire la saison suivante, en 2011, remplaçant Carson Coffman, diplômé.
Lors de la saison 2011, il emmène l'équipe au Cotton Bowl que les Wildcats perdent face aux Razorbacks de l'Arkansas.
Lors de la saison 2012, il établit de nouveaux records et emmène les Wildcats au titre de champion de conférence et au Fiesta Bowl.

## Récompenses
En 2012, il est nommé au Trophée Heisman et finit 3e du classement derrière Johnny Manziel et Manti Te'o. Il remporte toutefois le Johnny Unitas Goldan Arm Award et le Kellen Moore Award ainsi que le titre de Joueur offensif de l'année de la Big 12 Conference.